# Linthe
Linthe es un municipio situado en el distrito de Potsdam-Mittelmark, en el estado federado de Brandeburgo (Alemania). Tiene una población estimada, a fines de 2021, de 918 habitantes.
Se sitúa al suroeste de Berlín, ciudad de la cual la separan unos 50 kilómetros. 
El municipio está dividido en dos partes; entre las localidades de Linthe en el suroeste y Alt Bork y Deutsch Bork en el noreste se encuentra la localidad de Schlalach, 